# Maria Howell

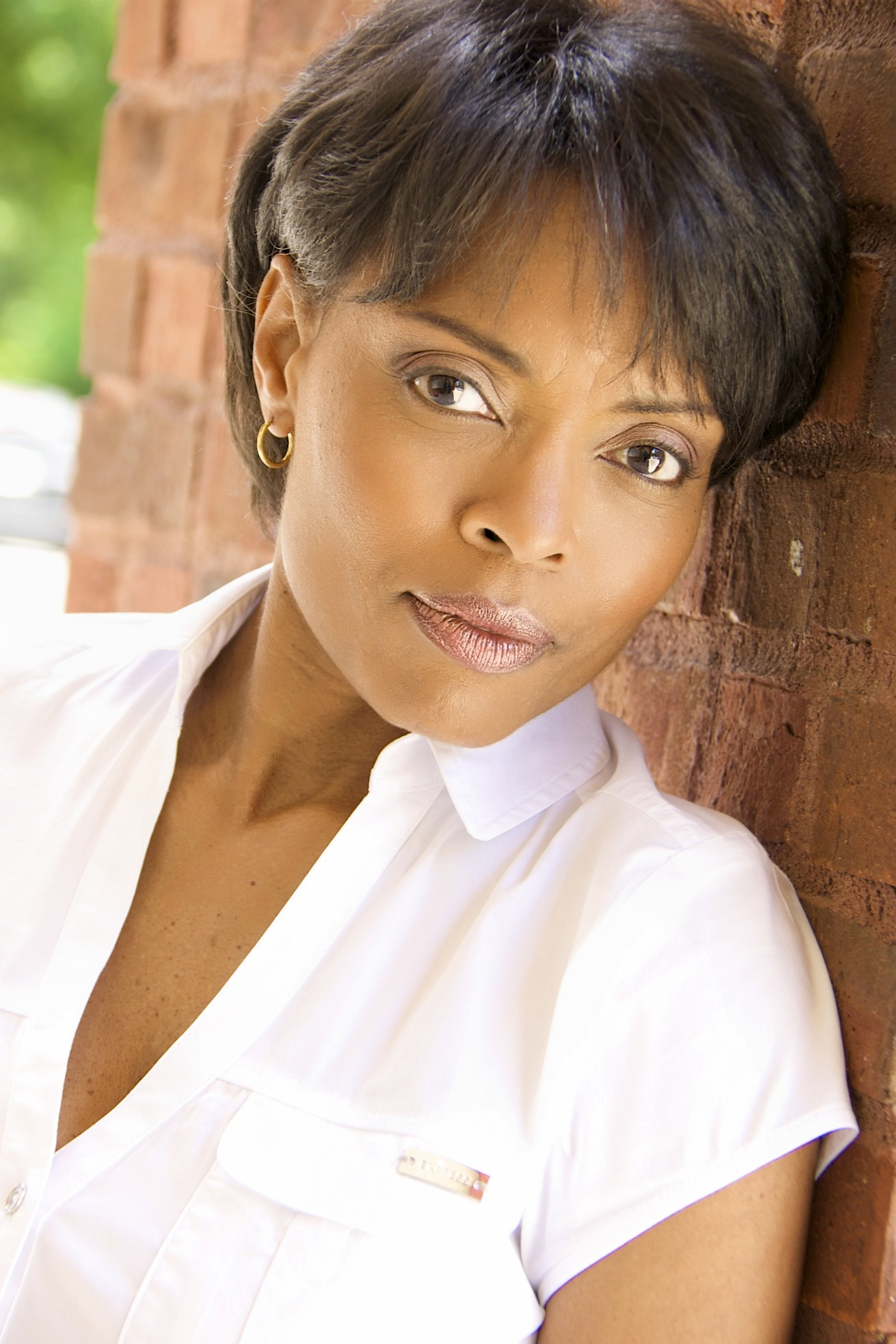
Maria Howell

Wanda Maria Howell (* in Gastonia, North Carolina) ist eine US-amerikanische Schauspielerin und Sängerin.

## Leben und Karriere
Maria Howell wurde als ältestes von sechs Kindern in Gastonia, im US-Bundesstaat North Carolina geboren und schloss 1983 die Winston-Salem State University, in Winston-Salem, mit einem Master in Biologie, erfolgreich ab. Schon mit 13 Jahren trat sie dem Chor ihrer damaligen Schule bei. Von 1995 bis 2001 lebte sie auf den Okinawa-Inseln in Japan, wo ihr vormaliger Ehemann als Mitglied des United States Marine Corps stationiert war.
Ihr Schauspieldebüt gab sie 1985 in der Rolle einer Chorsängerin im Film Die Farbe Lila. In der Folge war sie zunächst in unregelmäßigen Abständen in Film und Fernsehen zu sehen, jedoch folgten weitere Filmrollen in teils populären Filmen, darunter Mississippi Damned, Blind Side – Die große Chance, Die Tribute von Panem – Catching Fire, Die Bestimmung – Allegiant, Hidden Figures – Unerkannte Heldinnen oder Barry Seal: Only in America.
Neben ihren Filmauftritten war Howell auch in zahlreichen Fernsehrollen zu sehen, so etwa in American Gothic, K-Ville, Drop Dead Diva, Army Wives, Detroit 1-8-7, Aquarius, Vampire Diaries oder Criminal Minds. Von 2012 bis 2014 war sie als Grace Beaumont in der Serie Revolution zu sehen. 2013 folgte eine Nebenrolle in Devious Maids – Schmutzige Geheimnisse.

## Filmografie (Auswahl)
- 1985: Die Farbe Lila (The Color Purple)
- 1993: Die Abenteuer des jungen Indiana Jones (The Young Indiana Jones Chronicles, Fernsehserie, 2 Episoden)
- 1993: Scherben des Glücks (Scattered Dreams, Fernsehfilm)
- 1995: American Gothic (Fernsehserie, Episode 1x03)
- 1996: The Closest Thing to Heaven
- 2007: Daddy’s Little Girls
- 2007: K-Ville (Fernsehserie, Episode 1x08)
- 2008: Living Proof (Fernsehfilm)
- 2008–2009: Army Wives (Fernsehserie, 2 Episoden)
- 2009: Mississippi Damned
- 2009: Meet the Browns (Fernsehserie, Episode 1x08)
- 2009: Drop Dead Diva (Fernsehserie, Episode 1x09)
- 2009: Blind Side – Die große Chance (The Blind Side)
- 2009, 2017: Vampire Diaries (The Vampire Diaries, Fernsehserie, 3 Episoden)
- 2010: House of Payne (Fernsehserie, Episode 6x34)
- 2010: Past Life (Fernsehserie, Episode 1x08)
- 2010: Detroit 1-8-7 (Fernsehserie, Episode 1x01)
- 2011: The Game (Fernsehserie, Episode 4x13)
- 2011: Field of Vision (Fernsehfilm)
- 2011: Dr. Dani Santino – Spiel des Lebens (Necessary Roughness, Fernsehserie, Episode 1x01)
- 2011: Single Ladies (Fernsehserie, Episode 1x07)
- 2012: Firelight (Fernsehfilm)
- 2012: Was passiert, wenn’s passiert ist (What to Expect When You're Expecting)
- 2012: Little Red Wagon
- 2012–2014: Revolution (Fernsehserie, 10 Episoden)
- 2013: Devious Maids – Schmutzige Geheimnisse (Devious Maids, Fernsehserie, 8 Episoden)
- 2013: Die Tribute von Panem – Catching Fire (The Hunger Games: Catching Fire)
- 2014: The Good Lie – Der Preis der Freiheit (The Good Lie)
- 2014: Christmas Wedding Baby
- 2014: Addicted
- 2014–2015: Finding Carter (Fernsehserie, 2 Episoden)
- 2015: Complications (Fernsehserie, Episode 1x03)
- 2016: Die Bestimmung – Allegiant (Allegiant)
- 2016: Aquarius (Fernsehserie, Episode 2x04)
- 2016: Hidden Figures – Unerkannte Heldinnen (Hidden Figures)
- 2016–2018: Saints and Sinners (Fernsehserie, 13 Episoden)
- 2017: Barry Seal: Only in America
- 2017: The Have and the Have Nots (Fernsehserie, 2 Episoden)
- 2017: Criminal Minds (Fernsehserie, Episode 13x05)
- 2019: Speechless (Fernsehserie, Episode 3x19)
- 2019: Homeless Ashes
- 2021: Deliah (Fernsehserie, Episode 1x08)
- 2021: Atlanta Medical (Fernsehserie, Episode 4x14)
- 2021: Sacrifice (Fernsehserie, 2 Episoden)
- 2022: Sons 2 the Grave